# Bronson (Michigan)
Bronson è un comune degli Stati Uniti d'America, situato nello Stato del Michigan, nella contea di Branch.